# Niceta (nome)
Niceta  è un nome proprio di persona italiano maschile.

## Varianti
- Maschili: Niceto[1]

### Varianti in altre lingue
- Bielorusso: Мікіта (Mikita)[4], Нікіта (Nikita)[4]
- Bulgaro: Никита (Nikita)
- Catalano: Nicetes
- Francese: Nicétas
- Greco antico: Νικητας (Niketas)[1][4]
- Greco moderno: Νικήτας (Nikītas)
- Latino: Nicetas[1][2]
  - Femminili: Niceta[2]
- Macedone: Никита (Nikita)[4]
- Russo: Никита (Nikita)[4]
  - Ipocoristici: Ника (Nika)[4]
- Spagnolo: Nicetas, Niceto
- Ucraino: Микита (Mykyta)[4], Нікіта (Nikita)[4]

## Origine e diffusione
Deriva dal nome greco, di tradizione bizantina, Νικητας (Niketas); è basato su νίκη (nī́kē, "vittoria"), e significa quindi "vincitore", "vittorioso". È correlato per etimologia a nomi quali Nicola, Nike, Niceforo, Nicandro, Bernice, Veronica (tutti tratti dalla medesima radice greca), e per semantica a Vittorio, Vincenzo e Sanjay.
In Italia, il nome è presente principalmente in Puglia, specie in provincia di Lecce, dove è riflesso del culto di san Niceta il Goto; storicamente ne è attestato l'uso anche al femminile, ma è considerato dalle fonti moderne solo maschile. Riguardo alla sua forma russa Nikita (che alcune fonti considerano però derivata dal nome Aniceto), è entrata in uso anche in inglese sin dal tardo XIX secolo, venendo da subito scambiata per un nome femminile; la maggioranza del suo utilizzo nei paesi anglofoni è successiva al 1960, ed è stata resa particolarmente famosa dalla canzone di Elton John Nikita, grazie alla quale il nome è stato ampiamente usato al femminile.

## Onomastico
L'onomastico si può festeggiare in memoria di diversi santi e beati, alle date seguenti:
- 31 gennaio, san Nikita di Pečers'k, eremita e vescovo di Novgorod[6]
- 20 marzo, san Niceta, vescovo di Apolloniade[6][7]
- 2 aprile, beato Nykyta Budka, vescovo titolare di Patara e arcieparca di Winnipeg, martire nel gulag di Karaganda[7]
- 3 aprile, san Niceta, egumeno di Medikion in Bitinia[6][7]
- 24 maggio, san Niceta di Pereaslav, monaco in Russia[6]
- 22 giugno (o 7 gennaio), san Niceta, missionario in Dacia, vescovo di Remesiana, teologo, autore del Te Deum[6]
- 22 giugno, san Niceta, vescovo di Aquileia[7]
- 24 luglio, santa Niceta, martire con santa Aquilina in Licia[7]
- 15 settembre, san Niceta il Goto, martire lungo il Danubio in Romania sotto Atanarico[6][7]
- 24 novembre, beata Niceta di Santa Prudenzia Plaja Xifra, religiosa delle suore carmelitane della carità di Vedruna, uccisa a Picadero de Paterna con altre undici compagne, martiri della guerra civile spagnola[7]
- 23 ottobre, san Niceta, noto col nome religioso di Ignazio I, patriarca di Costantinopoli[6]

## Persone
- Niceta, generale bizantino
- Niceta, arcivescovo di Aquileia

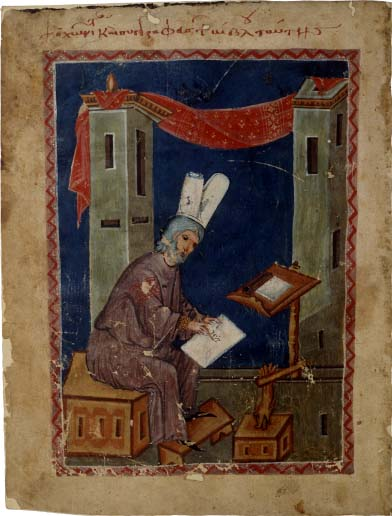
Niceta Coniata

- Niceta, patriarca di Costantinopoli
- Niceta, vescovo di Remesiana
- Niceta il Goto, martire cristiano goto
- Niceta Attanasi, condottiero italiano
- Niceta Coniata, politico, scrittore e storico bizantino
- Niceta Pettorato, monaco studita, teologo, mistico e agiografo bizantino

### Variante Nikita

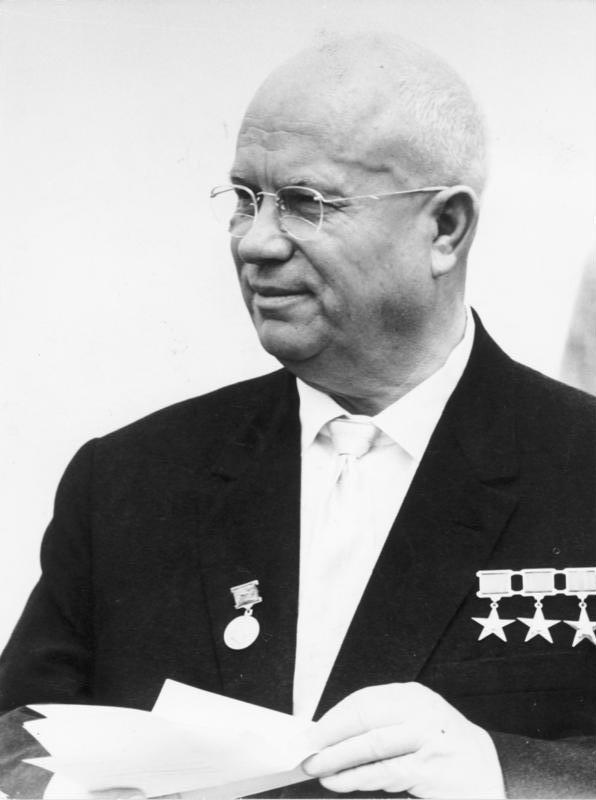
Nikita Sergeevič Chruščёv

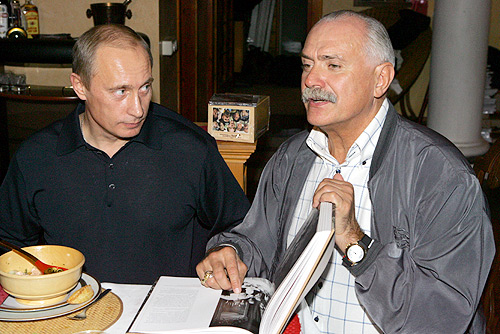
Nikita Sergeevič Michalkov

- Nikita di Pečers'k, monaco, vescovo e santo ucraino
- Nikita Sergeevič Chruščёv, politico sovietico
- Nikita Konstantinovič Dobrynin, religioso russo
- Nikita Krjukov, fondista russo
- Nikita Lobincev, nuotatore russo
- Nikita Magaloff, pianista russo naturalizzato svizzero
- Nikita Sergeevič Michalkov, attore, regista, sceneggiatore e produttore cinematografico russo
- Nikita Petrovič Panin, diplomatico russo
- Nikita Aleksandrovič Romanov, membro della famiglia Romanov
- Nikita Nikitič Romanov, membro della famiglia Romanov
- Nikita Simonjan, allenatore di calcio e calciatore russo
- Nikita Šochov, fotografo russo
- Nikita Vitjugov, scacchista russo
- Nikita Romanovič Zachar'in-Jur'ev, membro della famiglia Romanov

### Variante Mykyta
- Mykyta Burda, calciatore ucraino
- Mykyta Nesterenko, atleta ucraino
- Mykyta Ševčenko, calciatore ucraino

### Altre varianti
- Niceto Alcalá-Zamora y Torres, politico spagnolo
- Nykyta Budka, vescovo cattolico ucraino
- Nikītas Kaklamanīs, docente e politico greco
- Nika Piliev, calciatore russo